# 万寿村
万寿村（ますそん）は、かつて岡山県窪屋郡・都窪郡にあった自治体である。現在は倉敷市倉敷地域の万寿・倉敷（一部）・中洲（一部）・老松（一部）地区に分かれている。

## 概要
村名は中世の万寿荘にちなんだ。氏神として春日神社が浜にあり、1891年（明治24年）には万寿小学校も同所に新築された。
1925年（大正14年）国勢調査によると人口は総数8679人、うち男3404人・女5275人で、繊維工場をかかえているため女性人口が多いのが目立った。

## 合併の経緯
万寿村は1915年（大正4年）に倉敷紡績工場が進出して一気に活気を呈し、人口は同工場設置前の3倍に増加した。
そのため1919年（大正8年）に倉敷町有志と万寿村有志との間で合併協議が最初に行われた。その後も合併協議委員などにより協議が行われたが幾度と中断された。
1926年（大正15年）には隣接する大高村を加えた大倉敷建設の議が台頭し、当時の郡長高見章夫の斡旋によって都窪郡役所で協議が行われたものの、郡役所の廃止で合併協議はまた中止されてしまう。
同年5月には摂政宮（後の昭和天皇）が倉敷・万寿・大高の3村を行啓し、関係村民は挙って摂政宮を奉迎した。
当時の県知事であった佐上信一はこの状況に着眼し、自ら大倉敷建設の計画を掲げ、備前の岡山と並び備中の中心地として実力ある都市の新設を図ることにし、併せて町村合併の先駆けとして模範的合併を行い将来県下他町村に合併の機会を促進させることにした。
翌1927年（昭和2年）3月14日の県参事会の議決を経て内務大臣に申請、3月25日付で内務大臣の許可指令を経て4月1日に大倉敷の発足に至った。

## 行政

### 歴代首長
- 窪屋郡第五部戸長役場（所在地：浜村、管轄区域：富久村・浜村・平田村・大島村・福島村）
  - 戸長：窪津大紀（明治16年2月 - 明治22年5月）

| 代         | 氏名         | 着任年月        | 退任年月        | 備考                     |
| ---------- | ------------ | --------------- | --------------- | ------------------------ |
| 1          | 江口竹太郎   | 明治22年7月20日 | 明治26年7月19日 | 満期                     |
| 2          | 古屋野惣七郎 | 明治26年7月20日 | 明治30年7月19日 | 満期                     |
| 3          | （同人）     | 明治30年7月23日 | 明治34年7月22日 | 満期                     |
| 4          | （同人）     | 明治34年7月23日 | 明治38年7月22日 | 満期                     |
| 5          | 横山富太郎   | 明治38年7月23日 | 明治40年4月9日  | 辞職                     |
|            | 木村官太郎   | 明治41年1月7日  |                 | 村長臨時代理者           |
| 6          | 有安唯五郎   | 明治41年1月21日 | 明治42年8月12日 | 辞職                     |
| 7          | （同人）     | 明治42年9月21日 | 大正2年7月5日   | 辞職                     |
| 8          | 秋岡素平     | 大正2年11月27日 | 大正6年11月26日 | 満期                     |
| 9          | 横山富太郎   | 大正6年11月30日 | 大正10年7月18日 | 辞職                     |
| 10         | 古屋野橘衛   | 大正10年9月1日  | 大正12年8月23日 | 辞職                     |
| 11         | （同人）     | 大正12年10月8日 | 昭和2年3月31日  | 昭和2年4月1日 万寿村廃止 |
| 参考文献 - |              |                 |                 |                          |

## 沿革
- 1876年（明治9年）10月31日 - 窪屋郡浜村と小子位村が合併して浜村となる[3]。
- 1877年（明治10年）5月22日 - 窪屋郡大内村・川入村・八王子村・日吉庄村が合併して富久村（とみひさそん）となる[3]。
- 1883年（明治16年）2月15日 - 第五部戸長役場を浜村に置く[3]。
- 1889年（明治22年）4月29日 - 窪屋郡富久村・浜村・平田村・大島村・福島村が合併して同郡万寿村発足[3]。
- 1889年（明治22年）6月1日 - 町村制の施行により、自治体としての万寿村発足。旧村名を継承した5大字を編成し、役場を浜に設置[1]。
- 1891年（明治24年）4月25日 - 山陽鉄道倉敷駅が開業する。
- 1900年（明治33年）4月1日 - 都窪郡の新設により、都窪郡万寿村となる。
- 1915年（大正4年） - 倉敷紡績万寿第一工場が建設される。
- 1918年（大正7年） - 倉敷紡績万寿第二工場が建設される。
- 1927年（昭和2年）4月1日 - 都窪郡倉敷町（初代）・大高村と対等合併し、新・倉敷町発足。同日万寿村廃止。

## 当時の主要施設
- 倉敷駅
- 倉敷紡績万寿第一工場
- 倉敷紡績万寿第二工場
- 万寿尋常小学校（現・倉敷市立万寿小学校）[4]

## 地域
当時の管轄地域は、現在の地域では以下の通り。いずれも倉敷市。
万寿
大内、川入（川入、寿町）、浜（浜町、北浜町、浜ノ茶屋、日ノ出町、昭和1丁目）、平田、大島、福島
倉敷
浜（美和、幸町、昭和2丁目）
中洲
八王子（八王子町）
老松
日吉庄（日吉町、石見町）